# Campeonato Mundial de Natación en Piscina Corta de 1997
El III Campeonato Mundial de Natación en Piscina Corta se celebró en Gotemburgo (Suecia) entre el 17 y el 20 de abril de 1997. Fue organizado por la Federación Internacional de Natación (FINA) y la Federación Sueca de Natación. Participaron un total de 501 atletas de 71 países.
Las competiciones se realizaron en una piscina provisional en el Scandinavium de la ciudad sueca.

## Resultados

### Masculino
| Evento                           | Oro                                                                                      | Plata                                                                                   | Bronce                                                                    |
| -------------------------------- | ---------------------------------------------------------------------------------------- | --------------------------------------------------------------------------------------- | ------------------------------------------------------------------------- |
| 50 m libre (20.04)               | Francisco Sánchez Betancourt Venezuela 21,80                                             | Mark Foster Reino Unido 22,03                                                           | Ricardo Busquets Puerto Rico 22,17                                        |
| 100 m libre (19.04)              | Francisco Sánchez Betancourt Venezuela 47,86                                             | Gustavo Borges · Brasil · 48,16                                                         | Michael Klim Australia 48,21                                              |
| 200 m libre (17.04)              | Gustavo Borges · Brasil · 1:45,45                                                        | Trent Bray Nueva Zelanda 1:45,81                                                        | Lars Conrad · Alemania · 1:46,44                                          |
| 400 m libre (18.04)              | Jacob Carstensen Dinamarca 3:43,44                                                       | Chad Carvin Estados Unidos 3:43,73                                                      | Grant Hackett Australia 3:43,83                                           |
| 1500 m libre (20.04)             | Grant Hackett Australia 14:39,54 (RM)                                                    | Jörg Hoffmann · Alemania · 14:40,67                                                     | Graeme Smith Reino Unido 14:46,8                                          |
| 100 m espalda (20.04)            | Neisser Bent · Cuba · 52,77 (RM)                                                         | Brian Retterer Estados Unidos 53,06                                                     | Adrian Radley Australia 53,36                                             |
| 200 m espalda (18.04)            | Neisser Bent · Cuba · 1:54,21                                                            | Wang Wei China 1:54,82                                                                  | Vladimir Selkov · Rusia · 1:55,15                                         |
| 100 m braza (18.04)              | Patrick Isaksson · Suecia · 59,99                                                        | Stanislav Lopujov · Rusia · 1:00,05                                                     | Jens Kruppa · Alemania · 1:00,18                                          |
| 200 m braza (19.04)              | Alexandre Gukov · Bielorrusia · 2:09,25                                                  | Andrei Korneyev · Rusia · 2:09,28                                                       | Jens Kruppa · Alemania · 2:10,53                                          |
| 100 m mariposa (17.04)           | Lars Frölander · Suecia · 51,95                                                          | Geoff Huegill Australia 51,99                                                           | Michael Klim Australia 52,02                                              |
| 200 m mariposa (19.04)           | James Hickman Reino Unido 1:55,55                                                        | Danys Sylantyev · Ucrania · 1:55,76                                                     | Scott Goodman Australia 1:55,94                                           |
| 200 m cuatro estilos (20.04)     | Matthew Dunn Australia 1:57,46                                                           | Christian Keller · Alemania · 1:58,35                                                   | Ron Karnaugh Estados Unidos 1:59,12                                       |
| 400 m cuatro estilos (17.04)     | Matthew Dunn Australia 4:06,89                                                           | Xie Xufeng China 4:12,52                                                                | Christian Keller · Alemania · Ron Karnaugh · Estados Unidos · 4:12,53     |
| 4 × 100 m libre (20.04)          | Alemania · Lars Conrad · Christian Tröger · Alexander Lüderitz · Aimo Heilmann · 3:14,08 | Suecia · Fredrik Letzler · Anders Holmertz · Ola Fagerstrand · Lars Frölander · 3:14,22 | Australia Michael Klim Scott Logan Richard Upton Jeffrey English 3:14,83  |
| 4 × 200 m libre (18.04)          | Australia Michael Klim Grant Hackett William Kirby Matthew Dunn 7:02,24 (RM)             | Suecia · Fredrik Letzler · Anders Holmertz · Anders Lyrbring · Lars Frölander · 7:05,61 | Reino Unido Paul Palmer Andrew Clayton Mark Stevens James Salter 7:05,81  |
| 4 × 100 m cuatro estilos (17.04) | Australia Michael Klim Adrian Radley Phil Rogers Geoff Huegill 3:30,06 (RM)              | Rusia · Vladimir Selkov · Stanislav Lopujov · Denis Pankratov · Roman Egorov · 3:32,56  | Reino Unido Martin Harris Richard Maden James Hickman Mark Foster 3:32,61 |

- (RM) – Récord mundial.

### Femenino
| Evento                           | Oro                                                      | Plata                                                                                    | Bronce                                                                                      |
| -------------------------------- | -------------------------------------------------------- | ---------------------------------------------------------------------------------------- | ------------------------------------------------------------------------------------------- |
| 50 m libre (18.04)               | Sandra Völker · Alemania · 24,70                         | Jennifer Thompson Estados Unidos 24,78                                                   | Le Jingyi China 24,83                                                                       |
| 100 m libre (17.04)              | Jennifer Thompson Estados Unidos 53,46                   | Sandra Völker · Alemania · 53,50                                                         | Le Jingyi China 53,72                                                                       |
| 200 m libre (18.04)              | Claudia Poll · Costa Rica · 1:54,17 (RM)                 | Nian Yun China 1:56,24                                                                   | Martina Moravcová · Eslovaquia · 1:56,66                                                    |
| 400 m libre (19.04)              | Claudia Poll · Costa Rica · 4:00,03 (RM)                 | Natasha Bowron Australia 4:05,76                                                         | Kerstin Kielgaß · Alemania · 4:07,13                                                        |
| 800 m libre (18.04)              | Natasha Bowron Australia 8:26,45                         | Kerstin Kielgaß · Alemania · 8:28,10                                                     | Carla Geurts · Países Bajos · 8:28,96                                                       |
| 100 m espalda (18.04)            | Lu Donghua China 59,75                                   | Chen Yan China 1:00,14                                                                   | Misty Hyman Estados Unidos 1:00,17                                                          |
| 200 m espalda (20.04)            | Chen Yan China 2:07,50                                   | Misty Hyman Estados Unidos 2:07,66                                                       | Lia Oberstar Estados Unidos 2:08,29                                                         |
| 100 m braza (19.04)              | Kristy Ellem Estados Unidos 1:08,27                      | Alicja Pęczak · Polonia · 1:08,33                                                        | Svitlana Bondarenko · Ucrania · 1:08,39                                                     |
| 200 m braza (18.04)              | Kristy Ellem Estados Unidos 2:22,68                      | Larisa Lăcustă · Rumania · 2:25,60                                                       | Alicja Pęczak · Polonia · 2:25,62                                                           |
| 100 m mariposa (19.04)           | Jennifer Thompson Estados Unidos 57,79                   | Cai Huijue China 57,92                                                                   | Misty Hyman Estados Unidos 57,95                                                            |
| 200 m mariposa (17.04)           | Liu Limin China 2:07,20                                  | Hitomi Kashima Japón 2:07,34                                                             | Misty Hyman Estados Unidos 2:07,54                                                          |
| 200 m cuatro estilos (20.04)     | Louise Karlsson · Suecia · 2:11,19                       | Martina Moravcová · Eslovaquia · 2:11,21                                                 | Susan Rolph Reino Unido 2:12,39                                                             |
| 400 m cuatro estilos (17.04)     | Emma Johnson Australia 4:35,18                           | Sabine Herbst · Alemania · 4:36,02                                                       | Joanne Malar · Canadá · 4:37,46                                                             |
| 4 × 100 m libre (19.04)          | China Le Jingyi Chao Na Shan Ying Nian Yun 3:34,55 (RM)  | Alemania · Simone Osygus · Antje Buschschulte · Katrin Meißner · Sandra Völker · 3:34,69 | Suecia · Johanna Sjöberg · Louise Karlsson · Malin Svahnstrom · Therese Alshammar · 3:38,07 |
| 4 × 200 m libre (17.04)          | China Wang Luna Nian Yun Chen Yan Shan Ying 7:51,92 (RM) | Suecia · Johanna Sjöberg · Josefin Lillhage · Louise Jöhncke · Malin Nilsson · 7:56,04   | Australia Julia Greville Natasha Bowron Lise Mackie Emma Johnson 7:56,12                    |
| 4 × 100 m cuatro estilos (20.04) | China Lu Donghua Han Xue Cai Huijue Le Jingyi 3:57,83    | Estados Unidos Lia Oberstar Amanda Beard Misty Hyman Jennifer Thompson 3:58,94           | Australia Meredith Smith Kristy Ellem Angela Kennedy Sarah Ryan 4:01,55                     |

- (RM) – Récord mundial.

## Medallero
| Núm. | País           | Oro | Plata | Bronce | Total |
| ---- | -------------- | --- | ----- | ------ | ----- |
| 1    | Australia      | 7   | 2     | 8      | 17    |
| 2    | China          | 6   | 5     | 2      | 13    |
| 3    | Estados Unidos | 4   | 5     | 6      | 15    |
| 4    | Suecia         | 3   | 3     | 1      | 7     |
| 5    | Alemania       | 2   | 6     | 5      | 13    |
| 6    | Costa Rica     | 2   | 0     | 0      | 2     |
| 6    | Cuba           | 2   | 0     | 0      | 2     |
| 6    | Venezuela      | 2   | 0     | 0      | 2     |
| 9    | Reino Unido    | 1   | 1     | 4      | 6     |
| 10   | Brasil         | 1   | 1     | 0      | 2     |
| 11   | Bielorrusia    | 1   | 0     | 0      | 1     |
| 11   | Dinamarca      | 1   | 0     | 0      | 1     |
| 13   | Rusia          | 0   | 3     | 1      | 4     |
| 14   | Eslovaquia     | 0   | 1     | 1      | 2     |
| 14   | Polonia        | 0   | 1     | 1      | 2     |
| 14   | Ucrania        | 0   | 1     | 1      | 2     |
| 17   | Japón          | 0   | 1     | 0      | 1     |
| 17   | Nueva Zelanda  | 0   | 1     | 0      | 1     |
| 17   | Rumania        | 0   | 1     | 0      | 1     |
| 20   | Canadá         | 0   | 0     | 1      | 1     |
| 20   | Países Bajos   | 0   | 0     | 1      | 1     |
| 20   | Puerto Rico    | 0   | 0     | 1      | 1     |
|      | TOTAL          | 32  | 32    | 33     | 97    |